# Megaselia bifurcata
Megaselia bifurcata is een vliegensoort uit de familie van de bochelvliegen (Phoridae). De wetenschappelijke naam van de soort is voor het eerst geldig gepubliceerd in 1983 door Disney.